# Josef Zirkl
Josef Zirkl (* 11. Februar 1875 in Saal an der Donau; † 24. April 1945 in Regensburg) war ein deutscher Katholik und Märtyrer.

## Leben
Josef Zirkl wuchs als ältester Sohn von 13 Kindern eines Großbauern in Oberteuerting (heute Ortsteil von Saal an der Donau) auf. Er reiste viel, so auch nach Lourdes. Nach dem Tod der Eltern verkaufte er sein Anwesen, kaufte 1911 ein Haus in Regensburg und lebte als Privatier. 1914–1918 leistete er Kriegsdienst. Nach dem Krieg kaufte er ein Mietshaus, um von den Mieteinnahmen zu leben, und heiratete. 1923 verlor er durch die Inflation sein Vermögen und wurde Lagerarbeiter. In der Weltwirtschaftskrise wurde er arbeitslos und lebte von der Arbeit seiner Frau. 1941 wurde die Ehe geschieden.
Als Katholik und konservativer Bayer stand er dem Nationalsozialismus kritisch gegenüber. Er verweigerte den Hitlergruß, ließ seine Tochter nicht in den Bund Deutscher Mädel eintreten und gehörte bei der Reichstagswahl im Deutschen Reich 1936 zu den wenigen, die mit Nein stimmten.
Bei den Regensburger Ereignissen vom 23. April 1945 um Domprediger Johann Maier stand Josef Zirkl wegen seiner Schwerhörigkeit in unmittelbarer Nähe Maiers und wurde mit diesem zusammen festgenommen, von einem Standgericht wegen Wehrkraftzersetzung zum Tode verurteilt und am 24. April um 3 Uhr 25 auf dem Moltkeplatz an einem Galgen erhängt. Erst am Abend wurde die Leiche abgenommen und auf dem Oberen Katholischen Friedhof Regensburg beigesetzt.

## Gedenken
Die deutsche Römisch-katholische Kirche hat Josef Zirkl als Märtyrer aus der Zeit des Nationalsozialismus in das deutsche Martyrologium des 20. Jahrhunderts aufgenommen. Sein Name steht auf dem 1975 von Richard Triebe gefertigten Mahnmal in Regensburg (Dachauplatz). Im Regensburger Stadtteil Prüfening ist eine Straße nach ihm benannt.